# Мюллер-Виланд, Янне
Янне Мюллер-Виланд (нем. Janne Müller-Wieland; род. 28 октября 1986, Гамбург) — немецкая хоккеистка на траве, защитник. Бронзовый призёр летних Олимпийских игр 2016 года, участница летних Олимпийских игр 2008 и 2012 годов, чемпионка Европы 2013 года, трёхкратный серебряный призёр чемпионата Европы 2009, 2011 и 2019 годов, бронзовый призёр чемпионата Европы 2015 года, чемпионка мира по индорхоккею 2018 года.

## Биография
Янне Мюллер-Виланд родилась 28 октября 1986 года в западногерманском городе Гамбург.
Начала заниматься хоккеем на траве в 1992 году в гамбургском «Уленхорстере». Во время учёбы в Дюссельдорфе до 2010 года играла в индорхоккей за «Шварц-Вайсс» из Нойса. В 2014 году играла в Японии за «Кока-Колу» из Хиросимы, была чемпионкой страны. В составе «Уленхорстера» выигрывала чемпионат Германии в 2009, 2011, 2015 и 2017 годах. В 2015 году выиграла Кубок европейских чемпионов по индорхоккею, в 2017 году — чемпионат Германии по индорхоккею.
С 2002 года играла за юношеские и молодёжную сборные Германии. В 2002 году стала чемпионкой Европы среди девушек до 16 лет, в 2003 году завоевала серебро чемпионата Европы среди девушек до 18 лет. В составе молодёжной сборной Германии завоевала в 2005 году серебро чемпионата мира, в 2006 году — золото чемпионата Европы.
В конце 2005 года дебютировала в женской сборной Германии.
В 2008 году вошла в состав женской сборной Германии по хоккею на траве на летних Олимпийских играх в Пекине, занявшей 4-е место. Играла на позиции защитника, провела 7 матчей, мячей не забивала.
В том же году завоевала серебро Трофея чемпионов в Мёнхенгладбахе, а также была номинирована Международной федерацией хоккея на траве на звание лучшей молодой хоккеистки мира.
В 2009 году в Амстелвене и в 2011 году в Мёнхенгладбахе завоевала серебряные медали чемпионата Европы.
По итогам 2011 года была признана лучшей спортсменкой Гамбурга.
В 2012 году вошла в состав женской сборной Германии по хоккею на траве на летних Олимпийских играх в Лондоне, занявшей 7-е место. Играла на позиции нападающего, провела 6 матчей, мячей не забивала.
В 2013 году завоевала золото чемпионата Европы в Боме, в 2015 году — бронзу чемпионата Европы в Лондоне и финала Мировой лиги в Росарио.
В 2019 году завоевала серебряную медаль на чемпионате Европы в Амстелвене. В том же году выиграла бронзу финала Про-лиги в Амстелвене.
В 2016 году вошла в состав женской сборной Германии по хоккею на траве на летних Олимпийских играх в Рио-де-Жанейро и завоевал бронзовую медаль. Играла на позиции нападающего, провела 8 матчей, мячей не забивала.
1 ноября 2016 года была удостоена главной спортивной награды Германии Серебряного лаврового листа за выигрыш олимпийской бронзы.
В 2018 году выиграла золотую медаль чемпионата мира по индорхоккею в Берлине. 
В 2005—2021 годах провела за сборную Германии 337 матчей (329 на открытых полях, 8 в помещении), забила 15 мячей.
В 2016 году получила степень магистра бизнеса и администрирования в Гамбургской школе делового администрирования. По окончании игровой карьеры стала предпринимательницей, экологическим активистом, основала платформу Unthink. Занимает пост заместителя председателя комитета игроков Европейской федерации хоккея на траве.